# Michael Rudman
Michael Edward Rudman (Tyler, 14 febbraio 1939 – 30 marzo 2023) è stato un regista teatrale e direttore artistico statunitense.

## Biografia
Michael Rudman nacque a Tyler nel 1939, primogenito di un magnate texano del petrolio. Nel 1960 si laureò summa cum laude all'Oberlin College e proseguì con gli studi al St Edmund Hall dell'Università di Oxford, dove conseguì una seconda laurea in lingua e letteratura inglese nel 1964. Nei suoi anni universitari in Inghilterra si avvicinò al teatro e divenne il presidente della compagnia filodrammatica dell'Università di Oxford.
Nel 1963 sposò Veronica Bennett, da cui ebbe due figlie prima di divorziare nel 1981. Nel 1983 si risposò con Felicity Kendal, da cui ebbe il figlio Jacob; Kendal divorziò da lui nel 1991 per stare con Tom Stoppard. Nel 1998 Rudman e Kendal tornarono insieme e vi rimasero fino alla sua morte, avvenuta nel 2023 all'età di 84 anni.

## Carriera
Immediatamente dopo la laurea cominciò a lavorare come assistente alla regia e produttore associato presso la Nottingham Playhouse, dove nel 1965 diresse una giovane Judi Dench in Molto rumore per nulla e Robert Ryan in Lungo viaggio verso la notte. Nel 1970 rimpiazzò Max Stafford-Clark per tre anni come direttore del Traverse Theatre di Edimburgo e nel 1973 esordì a Broadway come regista di The Changing Room, che gli valse un Drama Desk Award e una candidatura al Tony Award alla miglior regia di un'opera teatrale. Tra il 1973 e il 1979 fu il direttore artistico dell'Hampstead Theatre di Londra, che prosperò sotto la sua direzione tanto da vincere un Evening Standard Theatre Award. 
Nel 1978 Peter Hall lo invitò a unirsi al National Theatre come direttore del Lyttelton Theatre, una carica che Rudman mantenne dal 1979 al 1982. Sempre nel 1982 diresse Richard Harris nel musical Camelot nel West End londinese. Inaugurò la sua permanenza al National Theatre nel 1979 con un acclamato allestimento di Morte di un commesso viaggiatore, un'opera che diresse anche a Broadway nel 1984 con Dustin Hoffman e John Malkovich nel ruolo del protagonisti. Rimase al National Theatre in veste di regista associato fino al 1988 e, dopo aver fatto da direttore artistico del Festival Teatrale di Chichester durante il 1990, tra il 1992 e il 1994 diresse il Crucible Theatre di Sheffield. Continuò a lavorare come regista freelance fino al 2013, dirigendo apprezzati allestimenti di classici del teatro americano e britannico a Bath, Chichester e Londra.